# Neoarchemorus speechleyi
Neoarchemorus speechleyi là một loài nhện trong họ Araneidae.
Loài này thuộc chi Neoarchemorus. Neoarchemorus speechleyi được miêu tả năm 1968 bởi Mascord.